# Manifestación «Catalunya, nou estat d'Europa»

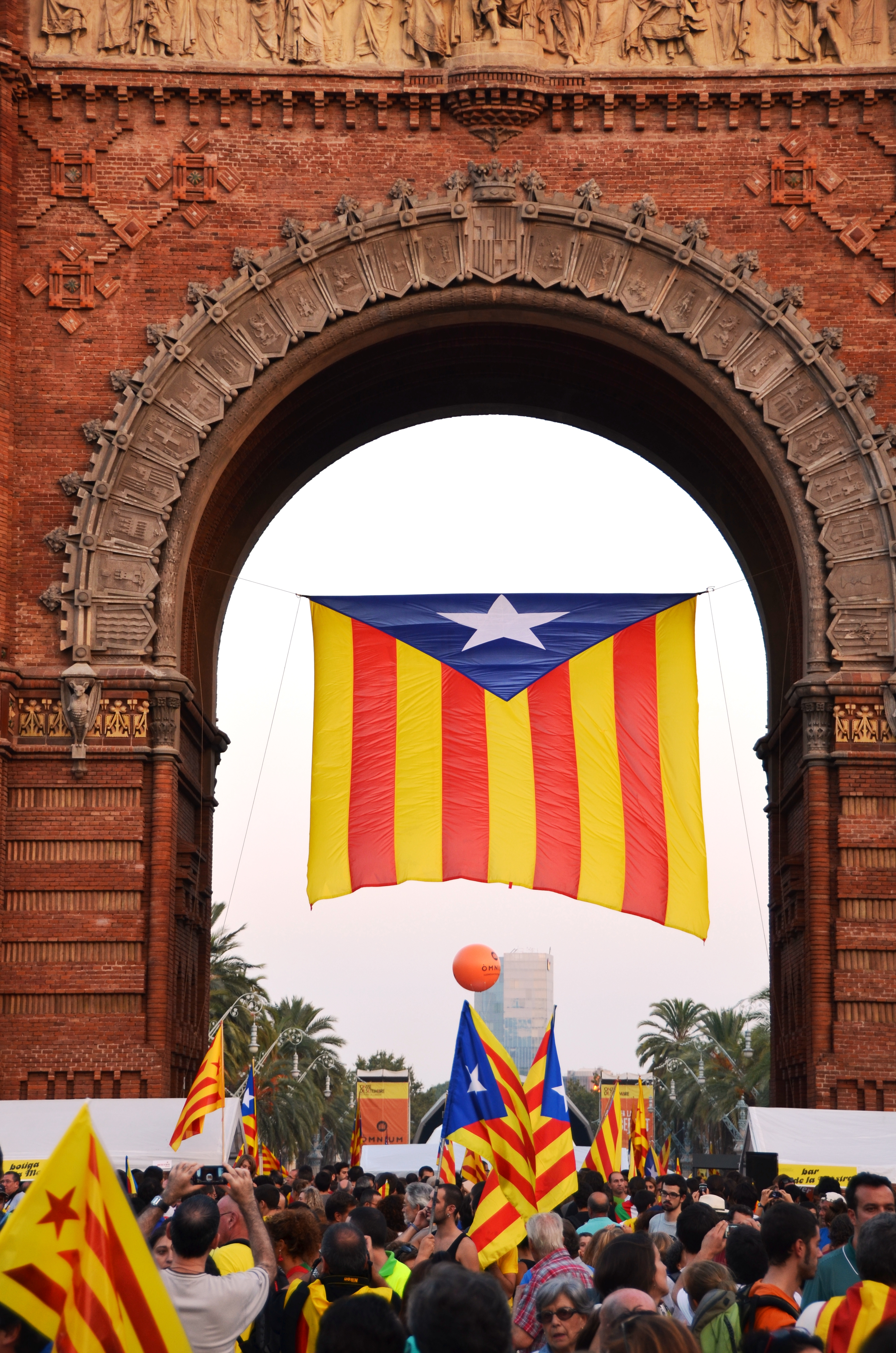
Estelada en Arco de Triunfo de Barcelona

La manifestación «Catalunya, nou estat d'Europa» —traducido al español como «Cataluña, nuevo estado de Europa»— fue una manifestación que tuvo lugar en Barcelona el 11 de septiembre de 2012 durante el Día de Cataluña. Fue convocada por la Asamblea Nacional Catalana, una organización de ámbito catalán que tiene por objetivo alcanzar la independencia política de Cataluña.
La afluencia de manifestantes se estimó entonces entre 600 000 personas, según la Delegación del Gobierno en Cataluña, y 1 millón y medio de personas, según la Guardia Urbana de Barcelona y el Departamento de Interior.
Esta manifestación es considerada como un punto de inflexión en las pretensiones independentistas de Cataluña, como también lo había sido la sentencia sobre el Estatuto de autonomía de Cataluña de 2006 del Tribunal Constitucional de España, que abre una etapa mucho más beligerante de los agentes políticos implicados. El día 25 de septiembre de ese mismo año, dos semanas después de la manifestación, el presidente de Cataluña, Artur Mas, convocó elecciones con claras referencias a esta manifestación.

## Contexto

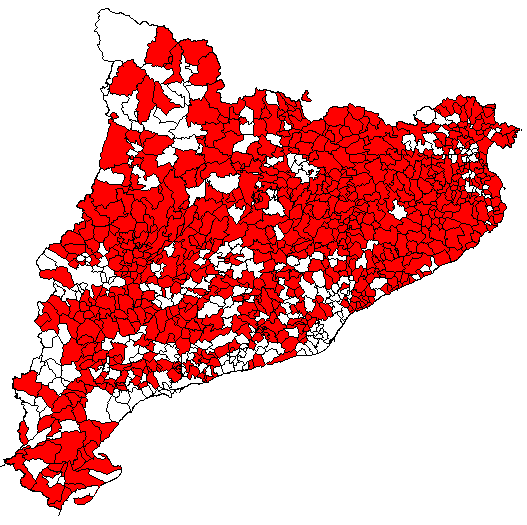
Municipios adheridos a la plataforma Asociación de Municipios por la Independencia.

Con la crisis económica y la crisis de valores en España durante el período 2008-2014 como contexto de fondo, se acrecentaron las voces críticas con la organización territorial de España, adoptada con la Constitución española de 1978. Así, el independentismo catalán resurgió con mucha fuerza y militancia, materializándose en numerosas entidades de la sociedad civil como la Asamblea Nacional Catalana
 o la Asociación de Municipios por la Independencia. Un claro ejemplo de lo mencionado se encuentra en las estadísticas de opinión, en las que los partidarios de la independencia se triplicaron en el periodo 2006-2013, de un 14 % a un 47 % de partidarios de un estado independiente.
Estas —y otras— organizaciones civiles ya habían protagonizado algunos eventos en apoyo al independentismo anteriores, como el referéndum por la independencia del 2009 en el que participó un 30 % del electorado, o la manifestación "Som una nació. Nosaltres decidim"; los precedentes más inmediatos a esta manifestación.
La historia reciente del independentismo catalán venía marcado por dos hechos fundamentales: la sentencia sobre el Estatuto de autonomía de Cataluña de 2006 del Tribunal Constitucional de España, que negó la existencia de una nación catalana; y un posible concierto fiscal que permitiría a Cataluña gestionar sus propios impuestos. De hecho, un argumento frecuente es el de acusar al Estado de no ser justo en el reparto de lo recaudado en forma de impuestos. Si bien es cierto que se trata de un tema de amplio calado político y social, relacionado con el sentimiento de pertenencia a una nación, la cuestión económica siempre ha acompañado al debate político en el caso de Cataluña.

## La manifestación

### Número de participantes

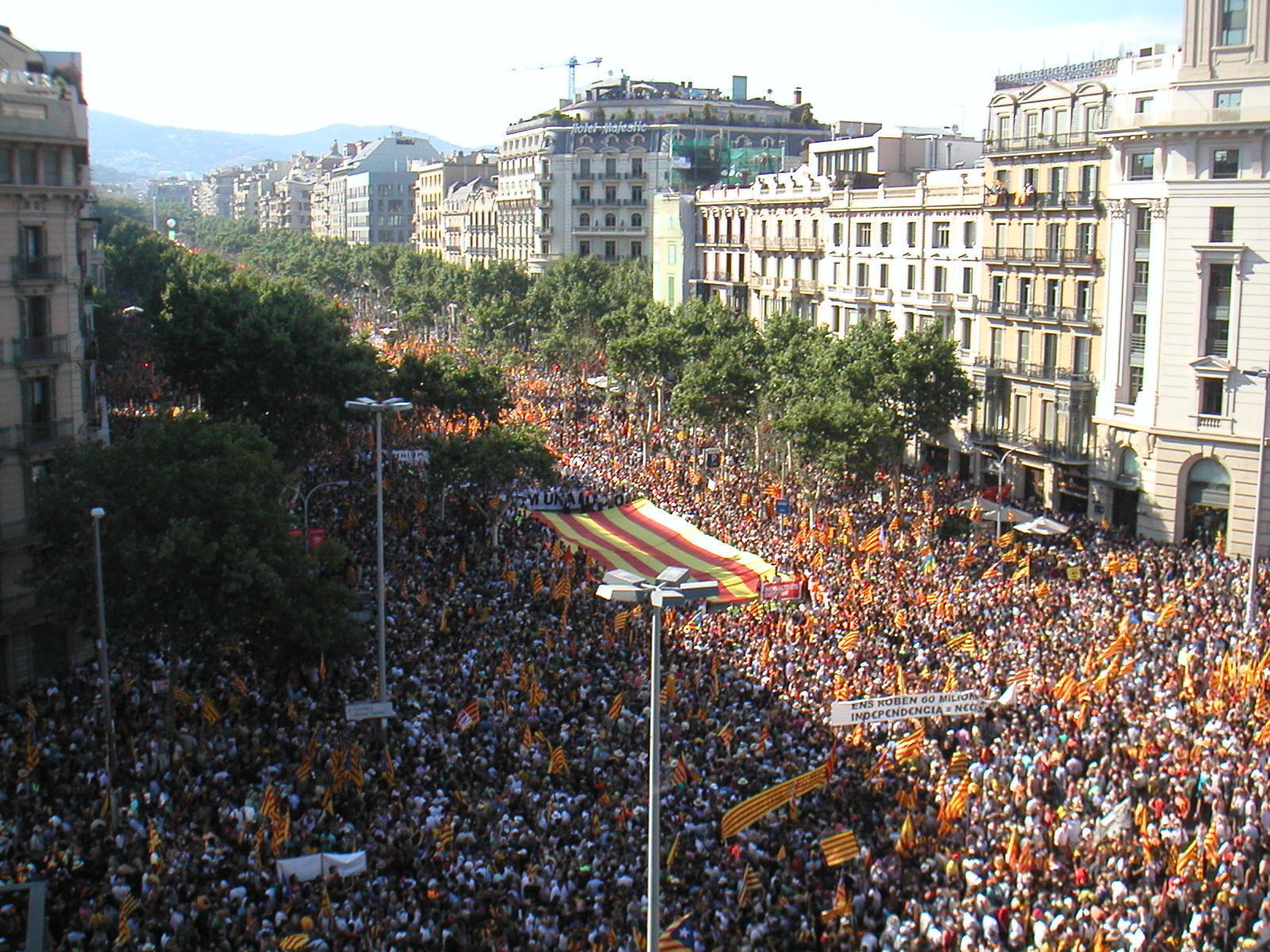
Manifestantes en el Paseo de Gracia.

La afluencia de participantes motivó una guerra de cifras entre los convocantes, el Gobierno de España y la Generalidad de Cataluña. Así, la Delegación del Gobierno en Cataluña estimó que habían acudido unas 600 000 personas, mientras que la Guardia Urbana de Barcelona estimó la afluencia de 1 500 000 de personas. Los organizadores, sin embargo, elevaron la cifra hasta dos millones de participantes.
Las otras dos manifestaciones más multitudinarias de la historia reciente de Cataluña fueron la manifestación por el Estatuto de autonomía de Cataluña de 1979, a la que acudieron 1,2 millones de personas, y la manifestación «Som una nació. Nosaltres decidim» de 2010, estimada en 1,1 millones según la Guardia Urbana y 1,5 millones según los organizadores. 
Algunos diarios realizaron sus propios sondeos de los participantes. Por ejemplo, El País calculó un total de 605 000 participantes desplegando varios redactores en la zona que evaluaron la superficie ocupada y la densidad de manifestantes a las 19:00h. Un estudio posterior del diario La Vanguardia, que divide el área ocupada por los manifestantes en tramos y calcula la densidad por metro cuadrado en cada uno de ellos, también cifró la asistencia en unas 600 000 personas.

### Recorrido

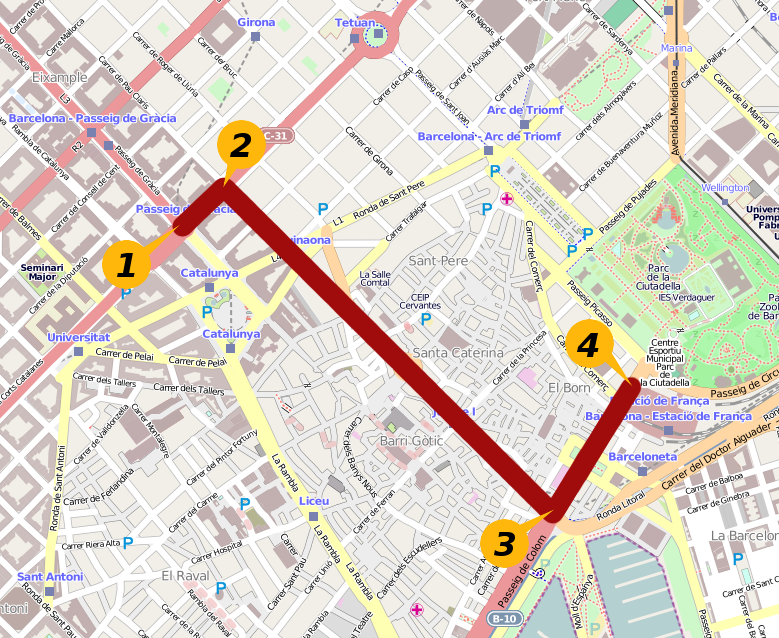
Recorrido de la manifestación.

Como estaba previsto, la manifestación se inició a las seis de la tarde en la confluencia del Paseo de Gracia con Gran Vía, y se dirigió después por la Vía Layetana y el Paseo de Isabel II hasta el Parque de la Ciudadela.
Sin embargo, los manifestantes desbordaron las vías principales de la protesta y, según sondeó el diario El País a las siete de la tarde, además del recorrido previsto los manifestantes llenaban las calles precedentes al inicio: Paseo de Gracia, Rambla de Cataluña, Pau claris, y las calles que conectan estas.

## Consecuencias
Ese mismo día, antes de la manifestación, los medios ya recogían las declaraciones de las figuras políticas más importantes como previsión de que la jornada sería importante. Mientras Mas pedía que «Iría bien que desde fuera de Cataluña escuchen bien con atención lo que va a pasar hoy», Mariano Rajoy sostenía que «No esta España para demasiadas algarabías». Los medios de comunicación se hicieron rápidamente eco de la convocatoria, incluidos los medios internacionales, catalogando la jornada desde "histórica" a "maniobra política".
La manifestación abrió una etapa mucho más beligerante de las fuerzas políticas de tendencias independentistas, de una forma que, en la historia reciente de la cuestión catalana, sólo lo había hecho la sentencia sobre el Estatuto de autonomía de Cataluña de 2006 del Tribunal Constitucional de España. La jornada sirvió como un argumento a favor de la independencia de Cataluña, ya que el impacto que provocó consiguió que la cuestión catalana volviese al primer plano de la agenda política. En ese sentido, el día 25 de septiembre, dos semanas después de la manifestación, el presidente de Cataluña, Artur Mas, convocó elecciones con claras referencias a esta manifestación:

“hay que traducir en acciones concretas el momento extraordinario que estamos viviendo. Es necesario que la voz de 1,5 millones de catalanes se traslade a las urnas”
Artur Mas

Con la convocatoria de elecciones anticipadas, además, las fuerzas políticas afines a la independencia se comprometieron a realizar un referéndum de autodeterminación para Cataluña, si el apoyo ciudadano en las urnas les daba mayoría.